# Нижегородский государственный технический университет
Нижегородский государственный технический университет им. Р. Е. Алексеева, НГТУ — техническое высшее учебное заведение Нижнего Новгорода. В 2007 году университету было присвоено имя Р. Е. Алексеева. В апреле 2017 года стал одним из региональных опорных университетов.

## История
В 1896 — 1900 годах в официальные инстанции Российской империи поступили ходатайства торгово-промышленной общественности об открытии политехнических вузов в ряде крупных городов России, в том числе и в Нижнем Новгороде. Откликаясь на эти просьбы, правительство открыло три новых политехнических института: в Петербурге, Киеве и Варшаве.

### Варшавский политехнический институт императора Николая II (1915—1917)
В июле 1915 года Варшавский политехнический институт Императора Николая II был спешно эвакуирован в Москву. Удалось вывезти значительную часть библиотеки, станцию сопротивления материалов, химические лаборатории и т.д. В Москве Варшавский политехнический институт размещался временно, до перевода его в другой город России. За право принять институт боролись Тифлис, Саратов, Одесса, Екатеринослав, Оренбург, Омск, Екатеринодар.
В конце сентября 1915 г. Нижний Новгород также заявил о своих возможностях и желании принять Варшавский политехнический институт. Министерство торговли и промышленности России дало согласие на открытие в Нижнем Новгороде политехнического института при условии, что город соберет одну треть всей потребной на оборудование суммы – 2 млн рублей. Совещание представителей промышленности и торговли Нижнего Новгорода постановило путем новых сборов увеличить на 1 млн рублей отпущенную им же на устройство местного политехнического института сумму в 700 тыс. рублей. На эти цели владелец мельниц М.Е. Башкиров пожертвовал 500 тыс. рублей, М.А. Дегтярев и городской голова Д.В. Сироткин по 100 тысяч, Д.М. Бурмистров – 50 тысяч. Кроме того, город ассигновал из своего бюджета 500 тысяч, были вклады от земства, дворянства, некоторых частных лиц. Таким образом, Варшавский политехнический размещался в Нижнем Новгороде в основном на средства нижегородцев.
6 июля 1916 г. Министерство торговли и промышленности приняло решение о переводе Варшавского политехнического института в Нижний Новгород. Так институт начал новую жизнь в городе на Волге. Из Варшавы были эвакуированы 53 из 66 преподавателей и сотрудников института.

### Нижегородский политехнический институт (1917—1918)
14 марта 1917 г. Нижегородский исполнительный общественный комитет Временного правительства вынес постановление о переименовании Варшавского политехнического в Нижегородский политехнический институт.
В марте 1917 г. в связи с ликвидацией всех правительственных учреждений прекратившего существование Царства Польского, Совет Варшавского политехнического института обратился с ходатайством к Временному правительству о переименовании института в Нижегородский политехнический институт.
20 июня 1917 г. Временное правительство приняло постановление «Об учреждении Нижегородского политехнического института». В постановлении говорилось: «Учредить с 1 октября 1917 г. в Н. Новгороде политехнический институт в составе четырех отделений: химического, механического, инженерно-строительного и горного.
После февральской революции 1917 г. отделения были переименованы в факультеты, руководитель вуза стал называться ректором, лаборанты стали ассистентами. 22 марта 1917 г. на общем собрании профессоров, преподавателей и лаборантов в присутствии представителей от студенчества (с совещательным голосом) временным директором института был избран князь А.Н. Кугушев.
28 марта 1918 г. для большей демократизации высшей школы было решено создать в Нижнем Новгороде университет, а Нижегородский политехнический институт, Народный университет и Высшие сельскохозяйственные курсы закрыть и все их имущество передать университету. 22 мая 1918 г. Государственная комиссия по просвещению приняла постановление об учреждении Нижегородского университета, а 25 июня 1918 г. СНК РСФСР принял декрет «Об упразднении Нижегородского политехнического института» за подписью В.И. Ленина.

### Нижегородский государственный университет (1918—1930)
В Нижегородский университет вошли механический, химический и инженерно-строительный факультеты бывшего политехнического института. На них перешла основная часть студентов и преподавателей вуза. Университету была передана и его материальная база. 2 июля Коллегия НГУ приняла решение о привлечении преподавателей бывшего Нижегородского политехнического института к работе в университете. В итоге основная масса преподавателей Нижегородского политехнического института в июле приняла решение о переходе в университет.
Если в 1919/1920 г. в составе университета было 14 факультетов, то в 1921/22 г. в результате сокращения осталось всего четыре (механический, химический, агрономический и медицинский).
В 1922 г. встал вопрос о ликвидации НГУ из-за отсутствия средств на его содержание. Но местным властям при поддержке нижегородской общественности удалось отстоять университет. Химический факультет являлся главным центром кожевенной промышленности в России, направлял деятельность кислотных и нефтяных заводов, организацию производства целлюлозы. Механический факультет базировался на заводах «Красное Сормово», «Двигатель революции», «Красная Этна» и др. Завод «Красное Сормово» поддержал финансирование вуза.
С 1922 по 1925 гг. НГУ находился на местном бюджете, причем 25% расходов на его содержание покрывалось платой за обучение.
К 1925 году на механическом факультете было пять специальностей: сельскохозяйственное машиностроение, теплотехника, механическая технология волокнистых веществ (прядение и ткачество), электротехника, судостроение. В 1926 году открыты новые специальности: обработка металлов резанием, обработка металлов давлением, литейное дело.
На механическом факультете в конце 20-х годов студенты обучались по семи специальностям.
Постепенно возрастало число специальностей и на химическом факультете. В 1925 г. было три специальности: технология кожи, технология жиров и масел, электрохимия и электрометаллургия (последняя в том же году закрылась в связи со смертью профессора П. М. Аваева). В 1927/28 г. была восстановлена специальность «Технология силикатов», на следующий год открыта лесохимическая специальность (сухая перегонка дерева) и специальность «Основная химическая промышленность».
За 1918–1925 годы университет подготовил 29 инженеров-механиков и 30 инженеров-химиков.

### Механико-машиностроительный и химико-технологический институты (1930—1934)
1 мая 1930 года механический и химический факультеты Нижегородского государственного университета (НГУ) были преобразованы в самостоятельные институты – механико-машиностроительный (НММИ) и химико-технологический (НХТИ). Наряду с указанными техническими вузами были также созданы строительный, педагогический, сельскохозяйственный и медицинский институты.
В механико-машиностроительном институте было создано четыре отделения: техническое (6 специальностей), конструкторское (4 специальности), механическое (4 специальности) и судостроительное (2 специальности).
Химико-технологический институт имел пять отделений: основной химической промышленности, технологии жиров и масел, лесохимическое, технологии силикатов и технологии животного покрова. Подготовка инженеров на этих отделениях шла по пятнадцати специальностям.
В 1931 году было создано вечернее отделение и Дзержинский вечерний факультет НХТИ, в 1932 году — три вечерних факультета НММИ: Сормовский, Автозаводский и Канавинский. Однако из-за отсутствия необходимых помещений, оборудования и нехватки преподавателей Канавинское отделение НММИ и Дзержинский факультет НХТИ вскоре прекратили свое существование.
Механико-машиностроительный и химико-технологический институты существовали с 1930 по 1934 год.

### Горьковский индустриальный институт имени А. А. Жданова (1934—1950)
В 1933—1934 гг. в системе вузов Народного комиссариата тяжелой промышленности на базе 34-х вузов было создано одиннадцать индустриальных институтов, являющихся по своему характеру политехническими. Одним из них стал Горьковский индустриальный институт (ГИИ), созданный в 1934 году на основе объединения нижегородских механико-машиностроительного и химико-технологического институтов. Первым директором Горьковского индустриального института стал Пётр Андреевич Тюркин, до этого возглавлявший механико-машиностроительный институт.
В 1935—1937 гг. директором института был Иван Николаевич Крюков (1896—1938 гг.), инженер-химик.
С 1937 по 1941 гг. институт возглавлял Андрей Яковлевич Синецкий, впоследствии — заместитель министра высшего образования СССР, директор Московского автомеханического института.
Первоначально ГИИ имел четыре факультета: общетехнический, механико-технологический, транспортно-машиностроительный и химический. Общетехнический факультет в ГИИ, как и в ряде других вузов (Московском механико-машиностроительном, Ленинградском индустриальном и других), был создан в 1934 году для эксперимента. Его деканом стал Б. Г. Рождественский.
Механико-технологический факультет, образованный на базе механико-машиностроительного института, имел следующие специальности: механосборочное производство, обработка металлов давлением и литейное производство. Деканом факультета был И. Ф. Чорба.
На транспортно-машиностроительном факультете шла подготовка специалистов по паровозостроению, судостроению и по механическому оборудованию судов. Факультет возглавлял С. А. Карпов.
Химический факультет, созданный на основе химико-технологического института, первоначально готовил инженеров по восьми специальностям, а с 1936 года — по трем: технология неорганических веществ, технология силикатов и технология жиров. Деканом факультета был Н. К. Пономарев.
Накануне Великой Отечественной войны ГИИ стал одним из крупнейших учебных и научных заведений страны. В предвоенные годы сложилась стройная структура института: 6 факультетов (механико-технологический, автомеханический, кораблестроительный, химический, специальный и кузнечно-прессового машиностроения), на которых работало более 30 кафедр. Деканами факультетов являлись П. И. Матвеев, Н. А. Семенов, А. Ф. Котин, М. Г. Иванов, И. В. Типашов, И. В. Климов. За этот период на всех факультетах ГИИ было подготовлено 2285 инженеров.
В начале 1941 года в институте был организован первый в стране факультет кузнечно-прессового машиностроения во главе с доцентом, кандидатом технических наук И. В. Климовым, впоследствии профессором, заслуженным деятелем науки и техники. Новый факультет, кроме основной кафедры «Машины и технология обработки металлов давлением», включал в себя кафедру металловедения с металлографической лабораторией и кафедру литейного дела, образованную уже в период Великой Отечественной войны. Всего из ГИИ на фронт ушло 744 человека: 599 студентов, 138 преподавателей, 107 сотрудников. Назад вернулось всего 254 человека. Все они были награждены боевыми орденами или медалями.

### Горьковский политехнический институт имени А. А. Жданова (1950—1989)
В 1950 году институт был переименован в Горьковский политехнический институт.

### Нижегородский политехнический институт (1990—1992)
В 1990 году в связи с возвращением городу его исторического имени он был переименован в Нижегородский политехнический институт.

### Нижегородский государственный технический университет имениР. Е. Алексеева(с 2007)
В 2007 году между ректоратом ВУЗа и Федеральным агентством по атомной энергии достигнута договорённость о том, что техуниверситет станет базовым вузом по подготовке специалистов по разработке и эксплуатации плавучих АЭС. Этот подход предполагает взаимодействие с российскими ВУЗами, входящими в состав консорциума «Российский инновационный ядерный университет».
В институте работает член-корреспондент РАН В. В. Кондратьев, до 2016 года проработал академик Ф. М. Митенков.

## Университетский кампус

### Корпуса
На улице Минина находится пять корпусов. Ректорат вуза находится в 1-м корпусе, главное отделение НТБ НГТУ — во 2-м корпусе, который совмещён с 4-м корпусом общим зданием. 3-й корпус размещён в историческом здании — до 1918 года здесь находился Мариинский институт благородных девиц. К нему с обеих сторон примыкают 4-й и 5-й корпуса.
6-й корпус находится у въезда в город в микрорайоне Верхние Печёры. По площади он самый большой; в нём размещён информационно-вычислительный центр, где проводятся занятия по программированию, компьютерной графике и разработке сайтов. Из-за финансовых трудностей в 1990-е годы, он частично недостроен.
- Первый корпус
 Объект культурного наследия народов РФ регионального значения. Рег. № 521410327270005 (ЕГРОКН). Объект № 5201276000 (БД Викигида)
- Второй корпус
- Третий корпус. Бывший Мариинский женский институт
 Объект культурного наследия народов РФ регионального значения. Рег. № 521510292860005 (ЕГРОКН). Объект № 5200578000 (БД Викигида)
- Четвёртый корпус
- Пятый корпус
- Шестой корпус

### Общежития
НГТУ имеет шесть общежитий. Четыре из них располагаются в окрестности площади Лядова. В первом общежитии находится «Профилакторий НГТУ», поликлиника и дирекция студгородка. Во втором — филиал НТБ и актовый зал. В третьем располагаются студенческий тренажёрный зал и столовая; на территории студгородка также находится стадион. В четвёртом общежитии проживают иностранные студенты.
Пятое и шестое общежития располагаются на территории 6-го корпуса; в пятом общежитии находится лаборатория криогенной наноэлектроники.

## Структура

### Дневное обучение
- Институт транспортных систем (ИТС)
- Институт физико-химических технологий и материаловедения (ИФХТиМ)
- Институт электроэнергетики (ИНЭЛ)
- Институт ядерной энергетики и технической физики (ИЯЭиТФ)
- Институт радиоэлектроники и информационных технологий (ИРИТ)
- Институт промышленных технологий и машиностроения (ИПТМ)
- Институт экономики и управления (ИНЭУ)
- Автозаводская высшая школа управления и технологий (АВШ)

## Институты
- Арзамасский политехнический институт (филиал НГТУ)
- Дзержинский политехнический институт (филиал НГТУ)
- Институт радиоэлектроники и информационных технологий (ИРИТ)
- Институт транспортных систем (ИТС)
- Институт электроэнергетики (ИНЭЛ — бывш. ФАЭ)
- Институт физико-химических технологий и материаловедения (ИФХТиМ)
- Институт экономики и управления (ИНЭУ — бывш. ФЭМИ и ФКТ)
- Институт промышленных технологий машиностроения (ИПТМ)
- Институт ядерной энергетики и технической физики им. Ф.М. Митенкова (ИЯЭиТФ — бывш. ФТФ)
- Институт переподготовки специалистов (ИПС)

## Филиалы

### Дневное обучение
- Дзержинский политехнический институт (филиал НГТУ)
- Арзамасский политехнический институт (филиал НГТУ)

### Вечернее обучение
- Арзамасский политехнический институт (филиал НГТУ)
- Дзержинский политехнический институт (филиал НГТУ)

### Заочное обучение
- Арзамасский политехнический институт (филиал НГТУ)
- Дзержинский политехнический институт (филиал НГТУ)

## Почётные доктора
- Каданников, Владимир Васильевич — народный депутат СССР, председатель Совета директоров АО «АвтоВАЗ» с 1986 г.
- Кваша, Николай Иосифович — генеральный конструктор — генеральный директор ЦКБ «Лазурит».
- Костюков, Валентин Ефимович — директор РФЯЦ ВНИИЭФ.
- Лабонте, Ральф — член правления концерна ThyssenKrupp.
- Лавричев, Олег Вениаминович — генеральный директор Арзамасского приборостроительного завода им. П. И. Пландина.
- Либхерр, Вильгельм Антон — президент совета правления Liebherr-International AG.
- Лимаренко, Валерий Игоревич — губернатор Сахалинской области.
- Лузянин, Владимир Ильич — президент НАПП.
- Люлин, Владимир Федорович — генеральный директор ОАО «Волгателеком».
- Пугин, Николай Андреевич — президент ОАО «ГАЗ».
- Семашко, Владимир Ильич — первый заместитель Премьер-министра Республики Беларусь.
- Хрусталёв, Борис Михайлович — ректор Белорусского национального технического университета, академик НАН Беларуси.
- Шанцев, Валерий Павлинович — губернатор Нижегородской области (2005—2017 гг.).
- Штепанек, Петер — ректор Технического университета в Брно (Чешская республика).
- Энгельн-Мюльгес, Гизела — проректор Аахенского университета прикладных наук.
- Якимович, Борис Анатольевич — ректор Ижевского государственного технического университета им. М. Т. Калашникова[6].